# 페트르 긴츠
페트르 긴츠(체코어: Petr Ginz, 1928년 2월 1일 - 1944년 9월 28일)는 유대인으로 체코(당시 체코슬로바키아)의 홀로코스트 피해자이자 그의 주도로 창간된 잡지, 베뎀의 편집자이다.

## 생애
1928년에 체코슬로바키아의 프라하에서 유대계 에스페란티스토 가정에서 태어나 자랐다. 1939년에 나치 독일의 군대가 체코슬로바키아를 점령하자, 그의 가족들은 체포되어, 1942년 10월 22일에 독일과 체코슬로바키아의 국경에 있는 도시인 테레진에 있는 테레지엔슈타트 강제 수용소로 끌려갔다. 이후, 그의 가족들은 다시 아우슈비츠 강제 수용소로 끌려갔고, 페트르 긴츠는 아우슈비츠 수용소의 가스실에서 생을 마감하였다.

## 베뎀
그가 테레진의 테레지엔슈타트 강제 수용소에서 창간한 잡지이다. 

## 같이 보기
- 안네 프랑크
- 홀로코스트
- 에스페란티스토